# 山中真
山中 真（やまなか まこと、1976年11月20日 - ）は、毎日放送（MBS）所属のアナウンサー。MBSを含むJNN・JRN加盟局の優秀なアナウンサーを表彰するアノンシスト賞で、2020年度にテレビ・フリートーク部門の最優秀賞を受賞した。

## 略歴・人物
東京都千代田区出身。実家は文房具や日用品を扱う有限会社（山中商店）を営んでいる。
巣鴨高等学校を経て早稲田大学商学部卒業。2001年に、アナウンサーとして毎日放送へ入社した。同期のアナウンサーに、小野陶子（結婚後の2006年10月に退社）、八木早希（2011年4月からフリーアナウンサーに転身）、仙田和吉（アール・エフ・ラジオ日本から移籍、2021年3月31日に退社）がいる。
毎日放送への入社後は、MBSテレビの情報番組『ちちんぷいぷい』を中心に、報道・情報・バラエティ番組へ出演。また、大学時代に金融業界を志したこともあって、MBSラジオの『はやみみラジオ!水野晶子です』『MBSニュースレーダー』では「5分でわかるケイザイ」コーナーの取材も担当していた。後にファイナンシャルプランナーの資格を取得。2017年3月28日から2019年3月22日までは、『ちちんぷいぷい』への出演と並行しながら、『VOICE』(MBSテレビで平日の夕方に放送されていたローカルニュース番組）で毎週火曜日（同年5月12日以降は金曜日）に「YKK（山中経済研究所）」という特集コーナーのキャスターを務めていた。
『ちちんぷいぷい』では、海外への政治・経済取材（アメリカ本土・中国など）から、桂ざこばを相手にした月曜日のVTR企画「師匠、連れまわして下さい」までこなせるアナウンサーとして頻繁に登場。「金曜中継」でのリポートで特に活躍したほか、2008年4月からは、（放送上の肩書で）「ちちんぷいぷい政治部キャップ」としても出演している（後述）。一時は、MBSアナウンサーでただ1人、全曜日にレギュラーで登場。メインパーソナリティ（総合司会）の代役や水・木曜日のサブキャスターを経て、2019年度には月・火曜日、番組が終了する2020年度には月 - 水曜日のMC（総合司会）をレギュラーで任されていた。MCとしては2021年3月10日（水曜日）で担当を終えたが、2日後（12日）の最終回では、21年半にわたった番組の歴史を「グランドフィナーレ」の進行役として締めくくっている。
2009年4月からは、上記の中継（関西ローカルで放送）から派生した番組『バンバンバン』で、入社以来初めて全国ネットの番組にレギュラーで出演。中継パーソナリティ・板東英二のサポート役（生中継キャスター）として、全国各地の生中継に同行していた。『バンバンバン』が終了した2010年4月以降も、関西ローカルで同番組の企画を引き継いだ『ちちんぷいぷい』金曜日で、同年の最終放送（12月24日）まで中継リポートを続けていた。
ラジオでは、2009・2010年度の下半期（プロ野球のオフシーズン）に、『MBSたびぐみ　とっておき旅ラジオ』（以下『たびぐみ』）のパーソナリティを同期の八木と共に担当していた（2009年度は火曜日→2010年度は水曜日）。2011年度以降はテレビ番組へのレギュラー出演が相次いでいるが、2018年4月から放送されている『あどりぶラヂオ』でも単独でパーソナリティを務めることがある。
プライベートでは、2004年に結婚。2005年6月に第1子の長男が誕生したのを皮切りに、2015年3月の時点で4児を授かっている。その一方で、『ちちんぷいぷい』では、東京での取材企画で実父と顔を合わせたシーンが何度も放送されている。
また、毎日放送の社内では、大月勇、大八木友之、河田直也らとともにフットサルチームに所属。潜水士の資格を保有していることから、『ちちんぷいぷい』などの番組では、水中や海中からの生中継（またはVTRロケ）でリポートを任されることもある。
インドへの関心も高く、2011年1月上旬から3月下旬までの70日間、毎日放送局内の海外研修制度で同国内に滞在。前年12月末まで出演していた『ちちんぷいぷい』『たびぐみ』では、帰国するまで河田が山中の代役を務めた。逆に、河田が『ちちんぷいぷい』の企画で「60日間世界一周の旅」に出る同年7月下旬から2ヶ月間は、『河田直也&桜井一枝のうきうき土曜リクエスト』（MBSラジオ）に河田の代理でパーソナリティを務めた。
その一方で、インドから帰国後の2011年10月から、「『未来の花束』（『ちちんぷいぷい』完全プロデュースのシングル曲）キャンペーン隊」にも参加。「オリコンウィークリーチャートで『未来の花束』が初登場で10位以内に入らなければ1日だけ“おしゃれパーマ”姿で『ちちんぷいぷい』に出る」との公約の下に、キャンペーンを展開していた。しかし、同年11月8日に初登場で14位にとどまったことが発表。山中自身は「リアル世界くん」の取材・中継でイスラエルに滞在していたため、当日の夜に現地でパーマをかけたうえで、翌9日以降の生中継にパーマ姿で登場した。
なお、「新日本放送」時代の1959年3月1日からテレビ放送事業とラジオ放送事業を兼営してきた毎日放送は、2021年4月1日付でラジオ放送事業を「株式会社MBSラジオ」へ移管。毎日放送は移管を機にテレビ単営局へ移行したが、山中はアナウンス職のまま同社の総合編成局（移管を機に新設）へ在籍する一方で、株式会社MBSラジオが制作・放送する番組にも「MBSアナウンサー」として出演している。テレビでは、移管・移行の3日前（2020年3月29日）から、『よんチャンTV』（『ちちんぷいぷい』の後継番組）のレギュラーアナウンサー（月 - 木曜分の「なんで?らいおん」生中継担当）として再スタート（放送上の肩書は「なんで?プレゼンター」）。『よんチャンTV』初回の「なんで?生中継　さくら満開スペシャル」で
ヘリコプターに搭乗しながら京都市内上空からのリポートを任されたところ、2020年度末の放送であったことから、第46回（2020年度）のアノンシスト賞でテレビ・フリートーク部門の最優秀賞を受賞した。

### 『ちちんぷいぷい』での主な取材活動
『ちちんぷいぷい』では、2008年1月27日投・開票の大阪府知事選挙で橋下徹が初当選を果たしたことを受けて、大阪府知事就任後の同年2月6日から『けさの橋下知事』（または『きのうの橋下知事』『さっきの橋下知事』）の放送を開始。山中が平日毎朝、橋下の自宅前に待ち受ける形で、橋下への密着取材を敢行した。
2008年4月の『ちちんぷいぷい』から、政治・政局関係のテーマを取り上げる際に（放送上の肩書として）“政治部キャップ”を名乗るようになった。橋下への密着取材は週1回程度（主に月曜日で放送）に減ったが、国政選挙の前後にはたびたび上京。在京メディアに比べて不利な取材条件をものともせずに、関西地方選出の国会議員に密着したり、各政党の本部に入ったりしている。
2008年11月3日からは、2008年アメリカ大統領選挙の取材で渡米。（経費節減などの理由で）「3泊4日・同行はカメラマン1人だけ」との条件を強いられながらも、バラク・オバマ初当選の瞬間を地元・シカゴで見届けた上で国際電話を通じて現地の模様を伝えていた。2009年8月30日投・開票の第45回衆議院議員総選挙では、『ちちんぷいぷい』及び関連番組に向けて、自民党本部の取材・中継リポートを担当した。
以降の『ちちんぷいぷい』では、「政治部キャップ」としての活動のほかに「明るい経済部部長兼記者」という肩書で経済関係の取材も担当。「走れ!山中キャップ」（2012年5月18日から一時期金曜日に放送）「山中真のきょうも生中継」「山中☆印」（2014年4月からの一時期に放送）など、自身の取材による冠コーナーを持っていた時期もある。
2016年には、毎日放送が開局65周年記念特別企画の一環として10月13日から16日まで開催した「MBSプロデュース　豪華客船　神戸発着3泊4日の旅『ドリームズ・カム・クルーズ』」（クルーズ客船「ぱしふぃっくびいなす」のチャーターによる有料のスペシャルツアー）で、最終目的地・屋久島（鹿児島県）におけるオプショナルツアーのガイドを担当。11月には、2008年に続いて、アメリカ大統領選挙を同国内で取材した。
2019年には、競泳選手の池江璃花子が2月12日に白血病の発症を公表した直後に、骨髄バンクへの登録を受け付けている献血ルームを取材。白血病の治療法の一つである骨髄移植に協力すべく、自身も取材先の献血ルームを通じて骨髄バンクへ登録した後に、ドナーへの選出を経て自身の骨髄を血液疾患の患者に匿名で提供した。『ちちんぷいぷい』終了後の2022年11月20日に毎日放送が主催した「MBS ちゃやまちキャンサーフォーラムオンライン2022」では、骨髄移植などによる白血病の治療をテーマに取り上げたことから、「ドナー経験者」の立場で上記の経緯を初めて明かしている。

### 「山中・インド・真」から「リアル世界くん」へ
『たびぐみ』では、「山中・インド・真」と自称するほど、インドへの関心の高さを示している。また、放送初年度（2009年度）から、自身の出演日には「山中真のインドへの道」というシリーズ企画を放送している。
2009年度の『たびぐみ』放送期間中には、『バンバンバン』が事前収録のロケ企画に移行した関係で、2009年12月第3週末から5日間にわたって単身でインドを初訪問。2010年3月の第2週にも、単身で同国を訪れた。
2011年1月第2週から同年3月21日まで、「インドでの経済・メディア事情を知りたい」という理由で、毎日放送の海外研修制度を通じて同国内へ滞在。2010年10月からパーソナリティを務める『たびぐみ』木曜日については、スタジオパーソナリティを河田が引き継ぐ一方で、自身も「山中真のインドへの道」内でインド国内から毎回電話リポートを送っていた。インドでは、現地のテレビ局で研修を受けたほか、大阪府知事（当時）としての公務でデリーを訪れた橋下を「政治部キャップ」として取材していた。
『ちちんぷいぷい』では、研修期間の終了を機に帰国した後も、「リアル世界くん」（生中継と現地取材を通じて海外事情を紹介する企画）で後輩アナウンサーの大吉洋平などと交互に海外へ赴く機会が多い。2015年3月には、「山中真が南極行くってなんなん?」→　「地球半周　南極文通ものがたり」という特別企画で南極大陸を取材。南極取材の模様は、『ちちんぷいぷい』に加えて、同年4月19日放送の『林先生が驚く初耳学!』（MBSテレビ制作・TBS系列の全国ネット番組）でも紹介された。さらに、『ちちんぷいぷい』向けのリポートが高く評価されたことから、JNN・JRN加盟局の優秀なアナウンサーを毎年表彰するアノンシスト賞で、2014年度（第40回）テレビ・フリートーク部門の優秀賞を受賞している。
大村智の実弟・泰三が実母の姉の夫に当たることから、2015年に智のノーベル生理学・医学賞受賞が発表された当初は、「ノーベルファミリー」と銘打って泰三の取材も担当。2015年12月11日未明にストックホルムで開かれた授賞式の前後には、「リアル世界くん」の一環で現地で取材に赴いた。ただし、受賞者1名につき関係者が14名まで実費で参加できる公式行事に招かれなかったため、親族への独占取材を中心に行事の模様を生中継でリポート。12日夜（いずれも日本時間）の晩餐会終了直後には、短時間ながら、智本人への独占インタビューにも漕ぎ着けた。
さらに、2016年5月には、翌2017年のG7サミット開催を控えたタオルミーナ（イタリア・シチリア州）を「リアル世界くん」で取材した。この際の取材映像を、シチリア州の観光局が「タオルミーナの観光の振興に貢献した」として高く評価。世界中で紹介された150本以上の映像から、2017年の国際ジャーナリスト賞に選んだ。テレビ部門では唯一の受賞であったことから、山中自身も、同年10月6日に現地での授賞式へ参加している。
2018年には、FIFAワールドカップ　ロシア大会の期間中に、「忍者ハットトリックくん」として開催地の周辺取材を担当。従来の周辺取材に加えて、6月19日のグループリーグH・日本代表対コロンビア代表戦（モルドヴィア・アリーナ）で日本代表の大会初勝利（南アメリカ勢に対するアジア勢のワールドカップ史上初勝利）の瞬間を観客として見届けたことを皮切りに、日本代表が臨んだ全試合（7月3日にロストフ・アリーナで催された決勝トーナメント1回戦・対ベルギー代表までの4試合）を開催地のスタンドで観戦した。

### マラソン・フィギュアスケート・トライアスロンへの挑戦
2010年12月に『ちちんぷいぷい』の海外取材企画「リアル世界くん」でマカオに赴いた際には、現地のハーフマラソン大会に出場。途中から自分の走る姿を放送用のハンディカメラで自ら撮影するなどの余裕を見せながら完走した。
2011年には、千葉真子による指導の下に、同番組の企画で第1回大阪マラソン（同年10月30日開催）で自身初のフルマラソンに挑戦。毎日放送の番組からの参加者では最も速いタイム（3時間32分15秒）で完走した。2012年の第2回大阪マラソンでも完走したばかりか、タイムを3時間5分32秒にまで短縮。2013年の第3回大阪マラソンでは、「3時間以内での完走」を目標に掲げたものの、ゴールタイムは3時間2分18秒にとどまった。2014年の第4回大阪マラソンでこの目標を再び掲げたところ、2時間56分04秒で完走を果たした。
『ちちんぷいぷい』では、第4回大阪マラソンへの参加を「最後の挑戦」と銘打っていたため、同マラソンの終了直後（2014年11月）から山中に向けて「スケートリンクでくるんくるんプロジェクト」を始動。山中は、フィギュアスケートの初心者でありながら、織田憲子や鈴木明子から随時指導を受けている。また、「リアル世界くん」で海外に滞在している間にも、取材の合間にマラソンやアイススケートを自主的に練習。練習風景の映像を、「リアル世界くん」で放送することもあった。当初は2016年4月に『ちちんぷいぷい』の生中継企画でフィギュアスケートの回転演技を披露する予定だったが、直前に足首を捻挫したため断念。同年の初冬から練習を再開している。
2017年3月12日（日曜日）には、『ちちんぷいぷい』のレギュラー出演者を代表して、「第5回淀川寬平マラソン」（同番組金曜レギュラーの間寛平が主宰するマラソン大会）に出場。松川浩子・大吉洋平・豊崎由里絵（いずれも後輩アナウンサー）および広瀬駿（気象予報士）と組んだチームのリーダーを務めながら、同年から新設された「42.195 km駅伝部門」1区（10 km）へ出走した。リーダーとしての独断で公表した目標タイム（3時間55分）の下で、厳しい練習を重ねたチームは、3時間16分3秒（59チーム中9位）という記録で完走。山中自身は、目標タイム（41分10秒）を上回るペース（39分15秒）で1区を走り切った。さらに、豊崎のゴールを見届けた後には、サウジアラビア国王サルマーン・ビン・アブドゥルアズィーズの来日に関する『ちちんぷいぷい』向けの取材で東京に赴いている。
2017年6月25日（日曜日）には、『ちちんぷいぷい』火曜日の企画で、「大阪城トライアスロン2017」（世界で初めて城の水堀をコースの一部に利用したトライアスロンの国際大会）スプリントディスタンス部門（制限時間2時間5分・全行程総距離27.75 km：スイム0.75 km →　バイク22km　→　ラン5km）にも出場。トライアスロン未経験で、練習期間がおよそ1ヶ月しかなかったにもかかわらず、1時間19分56秒で完走を果たした（記録は215人中19位）。ちなみに、バイクコースを走破した時点では39位だったが、最後のランでは持ち前の健脚で20人抜きを達成した。
2018年にも、『ちちんぷいぷい』火曜日の企画で、41歳だった6月10日に「大阪城トライアスロン」の第2回大会へ参加。第1回より距離の長いスタンダード部門・男子40 - 44歳部門（全行程総距離48.5 km：スイム1.5 km →　バイク37km　→　ラン10km）に出場。目標タイム（2時間40分）より速い2時間20分36秒で完走するとともに、出場89人中8位という好成績を残した。この大会に向けたトレーニング期間中には、『ちちんぷいぷい』の火曜日に加えて、同年4月からMBSラジオで放送を開始した『あどりぶラヂオ』木曜日の「山中真　大阪城トライアスロンへの道」（事前収録コーナー）でトレーニングの模様を紹介。5月29日（火曜日）には、かつてダイジェスト番組の総合司会を担当していた吉本陸上競技会（万博記念競技場で2001年から年に1回開催）に、大会史上初めて結成された「ちちんぷいぷいチーム」の選手として「10km駅伝」（全6区間）の4区（2 km）を走った。2019年には、同競技会の総合司会を務めながら、「駅伝」（全5区間）にのみ「ちちんぷいぷい&ミント!チーム」のアンカーとして参加している。
このような競技経験を背景に、2021年に大阪市内などで開催予定のワールドマスターズゲームズ2021関西の組織委員会から、毎日放送代表の「アナバサダー」（在阪民放テレビ5局のアナウンサーが1局につき1名ずつ務める大会アンバサダー）を委嘱。大会関連のイベントや取材にも携わっている。
ちなみに、中学校と高校ではバスケットボール部で活動。高校時代は副キャプテンで、同級生のサンキュータツオ（米粒写経）がチームメイトでもあった。その経験を買われて、毎日放送入社後の2018年には、『ちちんぷいぷい』の企画で「ぷいぷい女子バスケ部」（30歳以上の女性視聴者からバスケットボールの経験者15名が参加したチーム）のキャプテンを務めた。以降も、出演する番組やイベントなどで、NBAへの深い造詣を披露することがある。

## 現在の出演番組
2011年1月上旬からの70日間は、いずれもインドからの生中継や電話リポートで出演。

### テレビ
- せやねん!
  - 大吉が「今週の気になるお金」（第1部）のリポートを担当していた時期に、大吉の代理を務めたことがあった。大吉が2019年4月改編から『ミント!』（『ちちんぷいぷい』の後枠で始まった総合情報番組で2021年3月まで放送）のMCへ異動することに伴って、同月6日放送分から第1部にレギュラーで出演。
  - 2019年10月12日の『18年と181日のご愛顧におこたえして　せやねん!大還元まつり』（7時間半の生放送による特別番組）では、自身と同時にレギュラー陣へ加わった後輩アナウンサー・藤林温子と共に、よしもと新喜劇とのコラボレーション企画（なんばグランド花月）で事前収録）に本名で出演。新喜劇の観客を前に、座員との寸劇へ参加した。
  - 毎日放送への入社20年目に当たる2020年4月18日放送分からは、新型コロナウイルス感染拡大防止策の一環でスタジオレギュラー陣が生中継による出演へ移行したため、スタジオ進行を単独で任されている。テレビの生放送番組を1人だけで進行することは、同日の放送分が入社後初めてだったという[22]。
- よんチャンTV（2021年3月29日 - ）
  - 番組開始の当初から、生中継企画のリポーターを主に担当。2023年3月までは月 - 木曜日、翌4月からは月 - 水曜日に出演しているほか、2021年度にのみ編成されていた『土曜のよんチャンTV』（スピンオフ番組で『せやねん!』の本番終了後に生放送）にも不定期で登場していた。
  - 『よんチャンTV』メインパーソナリティの河田が新型コロナウイルスに感染していることが2021年6月11日（金曜日）の本番前に確認されたことを受けて、同日から河田の復帰前週（7月1日＝木曜日）までは、メインパーソナリティ代理としてスタジオでの進行に専念していた[23]。この期間には『せやねん!』への出演も続けているため、同月の第2週・第3週には、日曜を除く全曜日にテレビの生放送番組でスタジオ進行を担当。
- 痛快!明石家電視台
  - 2014年から年に1〜2回放送される「MBSアナウンサースペシャル」に、アナウンサーの1人としてゲスト出演。「マラソン大好きさん大集合」（2015年3月2日）にも、エリック・ワイナイナ、猫ひろし、ちゃらんぽらん冨好、浜本広晃（テンダラー）、安田美沙子と共に、「マラソン大好きさん」として出演した。
- 大阪マラソン生中継
  - 2015年から2018年までは、MBSテレビ制作分の特別番組で、自身と同じくフルマラソン経験者で先輩アナウンサーの上泉雄一と共に「ランニングリポーター」（フルマラソンへ参加中のランナーに対するインタビュアー）を担当。2019年から司会を務める。
- 京都マラソン
  - ランナーとして出場した経験はないが、大会後に放送されるMBSテレビ制作のダイジェスト番組向けに、2015年から沿道リポーターを担当。後輩アナウンサーの森本尚太が同大会でフルマラソンに初めて挑戦した2017年には、森本のトレーニングパートナーも務めた。
- MBS NEWS（不定期）
  - レギュラー番組の出演・取材で多忙なことなどから、年末年始や土曜日の午後を中心に不定期で担当。

### ラジオ
- MBSニュース（年末を中心に不定期で担当）
- コトノハ（不定期で出演）
  - 「コトノハ」（言葉）にこだわった毎日放送アナウンサー室制作の事前収録番組で、2021年10月4日から毎週月曜日の夜間（2023年9月25日までは21:45 - 22:00 → 同年10月2日以降は21:30 - 21:45）に放送。

## 過去の出演番組

### テレビ
- ちちんぷいぷい
  - 金曜日に『バンバンバン』へ出演するようになってからも、月 - 水曜日を中心に登場。金曜中継のリポーターを担当していた時期には、同期の八木がスタジオでアシスタントを務めていた。2010年7月・8月は、「60日間世界一周」の企画で不在の西靖に代わって、金曜の総合司会を担当した。
  - インドへの滞在中にも、「リアル世界くん」の一環で、水曜日に「山中真　春までインドで暮らします」という企画を放送（2011年2月末からには金曜日にも編成）。山中自身も、同国内から中継で随時登場していた。
  - 2011年3月21日にインドから帰国。同月23日（水曜日）に放送の特別企画「山中真　春までインドで暮らしました」で、帰国後初のスタジオ生出演を果たした。これを機に、レギュラー出演を再開している。
  - 2011年には、山崎製パンとのコラボレーション企画で、関西・期間限定商品「つぶあん&ヨーグルト風味ホイップパン」をプロデュース。2012年1月23日から3月31日までの約2か月間で、150万9,204個を売り上げた。2013年にも、UHA味覚糖とのコラボレーション商品「ぷいぷい飴」で、「もうちょっ糖頑張りたいあなたへ　元気わくわくサイダーあめ」のプロデュースを手掛けている。
  - 2015年5月30日（土曜日）に13:54 - 14:54に関西ローカルで放送された『ちちんぷいぷい特別編 南極文通ものがたり おとうさん、ぼく…』では、南極およびアルゼンチン取材のダイジェストや、文通による長谷川義史（絵本作家・『ちちんぷいぷい』木曜レギュラー）との交流の模様などを紹介。南極からの帰国後（同年4月）に長谷川と大阪で再会した際に、長谷川が描き下ろした山中の次男に関する絵本の紹介で、山中が感極まって涙ぐむシーンの映像も放送された。同年11月からは、『おとうさん　ぼくね…』というタイトルで、この絵本が保育社から市販されている[24]。
  - 2017年10月からは、水・木曜日のサブパーソナリティを担当。月・火曜日にも、生中継やロケのリポートで随時登場していた。2019年4月から、月・火曜日のMCに就任。2020年には、4月から水曜日にもMCを担当したほか、10月から「ニュースな町の☆印」（MC担当日のオープニング直後に放送するロケ企画）の取材にも赴いていた。
  - 『おうちにいようよ（→あしたのために） ちちんぷいぷい&ミント!』（新型コロナウイルスへの感染拡大防止策の一環で2020年4月20日から5月29日まで編成）では、月・火曜日にMCとして出演。
  - 2021年3月12日（金曜日）で放送を終了することに伴って、MCとしては、同月10日（水曜日）の「フィナーレウィーク」第3日まで出演。最終日（12日）には、21年半にわたった番組の歴史を締めくくる「グランドフィナーレ」の進行を担った。
- VOICE（金曜日サブキャスター　→　水曜日フィールドキャスター　→　火曜日コーナーキャスター→　金曜日コーナーキャスター）
  - 一時は金曜日のサブキャスターを担当していたが、河田と交代で『ちちんぷいぷい』金曜生中継のリポーターを務めることになったため、いったん番組を離れた。2006年4月から水曜日のフィールドキャスターとして復帰した後に、2007年9月26日の放送で再び降板。再降板後も、『ちちんぷいぷい』と共同で生中継を実施する場合に、リポーターとして出演することがあった。
  - 2017年3月28日から、毎週火曜日に放送する冠コーナー「YKK（山中経済研究所）」のキャスターとして再復帰。「YKK」の放送曜日変更を機に、同年5月12日からは、金曜日の放送への出演を再開した。また、メインキャスターで先輩アナウンサーの西靖が休暇や取材などでスタジオへ出演できない場合には、本編および「Today's VOICE」（『ちちんぷいぷい』内のニュースコーナー）のキャスター代理を務めた。
- ランキンの楽園（TBS系列全国ネット、VTR進行役、2007年11月23日・2008年5月30日）
  - MBSテレビ制作。同番組で初めて、関東地方を含む全国ネット番組に出演した。
- バンバンバン（JNN系列全国ネット、中継キャスター）
- みんなの甲子園（選抜高等学校野球大会のハイライト番組、関西ローカル）
  - 三倉茉奈・佳奈姉妹がキャスターを務める際に、河田直也と交互にアシスタントとして出演。
- 吉本陸上競技会
  - 2011年の第11回大会（吉本陸上　ザ・ゴールデン2011）で総合司会を担当した後に、2018年の第18回大会で、「ちちんぷいぷいチーム」の選手として競技に出場。
- MBS新世代漫才アワード → MBS漫才アワード（2004年 - 2011年司会、2012 - 2014年進行担当）
  - 2004年の第2回大会から登場。2005年の第3回大会から2010年の第8回大会までは、八木も司会陣に加わっていた。
  - 「MBS漫才アワード」と改称した2012年の第10回大会からは、司会をよしもとクリエイティブ・エージェンシー所属の芸人やタレントに交代。これを機に、2014年の大会終了まで、予選会の司会および決勝の進行役を担当した。
- ロンブー淳の居座り。
  - 2016年11月12日から不定期で放送されていたの収録番組で、田村淳（ロンドンブーツ1号2号）のアシスタントとして、2017年2月24日放送分から後輩アナウンサーの福島暢啓と交互に「居座り先」（ロケ先）へ同行。
- “変わる”が分かる!池上彰のどーなる?ジャーナル（2014・2017・2018年）
  - 2014年から年に1回のペースで関西ローカル向けに放送される新春特別番組で、主にスタジオ進行を担当。
- 林先生が驚く初耳学!（TBS系列全国ネット、出題者の1人としてVTR出演、2015年4月19日）
  - 前述の南極取材中に、「賢人」と称するメイン出演者・林修の知識を問う目的で、「南極で息を吐くと白くならない」という現象を紹介するVTRを収録。放送では、「大阪府　山中真」という名義でVTRに登場した[25]。
- あっぱれ!屋久島ツアー 神秘の島でパワーをもらっちゃおうスペシャル（2016年10月14日、南日本放送との共同制作による毎日放送開局65周年記念特別番組）
  - 「ドリームズ・カム・クルーズ」の3日目に屋久島から生放送。山中自身は、放送に合わせて現地の食材でスペシャルメニューを作る企画を収録したため、ツアー一行より先に屋久島へ滞在していた。
- ジャパンラグビートップリーグ・神戸製鋼コベルコスティーラーズ戦中継（2020年、関西ローカルで放送）
  - 対サントリーサンゴリアス戦中継（1月26日、ノエビアスタジアム神戸）
    - 毎日放送の自社制作としては初めて実施されたトップリーグ公式戦の生中継で、『ちちんぷいぷい』のMCとして、ピッチサイドでナビゲーターを担当。自身と同姓でラグビーワールドカップ2019 日本代表だった山中亮平（神戸製鋼）のスタメン起用が予告されていたことから、当日のテレビ番組表では「もう1人の山中」という表現で紹介されていた。

  - 対東芝ブレイブルーパス戦中継（2月23日、神戸総合運動公園ユニバー記念競技場）
    - ピッチサイドナビゲーターに加えて、神戸製鋼側のリポーターも担当。
- コトノハ図鑑→「へぇ～のコトノハ」（不定期）
  - 所属する毎日放送アナウンサー室の企画で、2018年7月から2020年3月まで『コトノハ図鑑』（事前収録のレギュラー番組）として放送された後に、2020年4月から2021年3月まで「へぇ～のコトノハ」（自身がMCを務めていた『ちちんぷいぷい』月・水曜日→水曜日のレギュラーコーナー）へ移行。『コトノハ図鑑』の最終回（2020年3月29日放送分）では、「へぇ～のコトノハ」の告知を兼ねて、河田とのコンビで進行を担当した。「へぇ～のコトノハ」では調査ロケを担当せず、放送日にはスタジオでの進行に徹していた。

### ラジオ
- 桂三枝の茶屋町ホテル
  - 入社1年目の2001年に、「新人アナウンサーは早口言葉をどこまで言えるか」という企画で2回出演。生放送中に桂三枝（現在の六代桂文枝）から出された「『除雪車の前に赤・青・黄を付けて早口で3回繰り返して欲しい』というお題を、完璧に成し遂げた。
- はやみみラジオ!水野晶子です（月・火曜）
- MBSニュースレーダー（水曜）
  - いずれも「5分でわかるケイザイ」コーナー担当として出演。
- ヤマナカワタ（木曜、河田と2人でパーソナリティを担当）
- MBSどっと!アナ水曜日「魁!やまなかわた」（『ヤマナカワタ』をナイターオフ番組化）
- 河田直也&桜井一枝のうきうき土曜リクエスト（河田が出演できない場合に不定期でパーソナリティ代理として出演）
- MBSたびぐみ とっておき旅ラジオパーソナリティ（2009年度 - 2011年度、ナイターオフ番組）
  - 2009年度に火曜日、2010年度に木曜日を担当。インドへの滞在中にも、「山中真のインドへの道3」にのみ、電話で出演していた。2011年度は、後輩の大吉洋平と交互に土曜日のパーソナリティを担当。
- 上泉雄一のそうなん?〜山中真大統領選挙取材記〜（2016年12月18日）
  - 『上泉雄一のええなぁ!』（上泉がパーソナリティを務める平日夕方の生ワイド番組）の「番外編」扱いで、特別番組として放送。前述した2016年アメリカ合衆国大統領選挙に関する取材秘話などを披露した。
- スマラジw金曜日「ナジャとアナの虹色レインボー」（2016年12月23日・2017年3月17日、パートナー）
  - 後継番組のMBSヨル隊金曜日「ナジャ・グランディーバのレツゴーフライデー」へは、『VOICE』（2018年度まで）『せやねん!』（2019年度以降）との兼ね合いで出演歴がない（ナイターシーズンの不定期特番『ナジャ・グランディーバのレツゴーサタデー』へは2020年度・2021年度に出演）。
- あどりぶラヂオ（不定期）
  - 2018年4月12日 - 同年6月までの期間限定で、金曜（木曜深夜）放送分の「山中真　大阪城トライアスロンへの道」を担当。2018年度の最終放送（2019年3月30日放送分）で、全編（生放送）のパーソナリティを初めて務めた。

## 関連人物
- 西靖
- 八木早希
- 小野陶子
- 仙田和吉
- 大八木友之
- 河田直也
- 大吉洋平
- 山本浩之
- 松川浩子
- 馬野雅行
- 角淳一
- やしきたかじん
- 桂ざこば